# Міжнародний союз велосипедистів
Міжнародний союз велосипедистів (фр. Union Cycliste Internationale, UCI) — організація, що є всесвітнім адміністративним органом для велоспорту і здійснює нагляд за змаганнями з велоспорту на міжнародному рівні. UCI заснований в швейцарському місті Егль.
Завданням цієї організації є керівництво та проведення змагань з велосипедного спорту на шосе і треку, з кросу, фігурної їзди на велосипеді, а також велоболу. Існує організація на членські внески, що надходять від кожної національної федерації і доходів від проведення всіх міжнародних змагань і від професійного велоспорту. Міжнародний союз велосипедистів — одна з найбагатших міжнародних федерацій у світі. 
Союз складається з двох міжнародних федерацій: Міжнародної любительської федерації велоспорту - ФІАС і Міжнародної федерації професійного велоспорту — ФІКП. Обидві федерації автономні у вирішенні технічних, дисциплінарних та адміністративних питань. 
Верховний орган UCI — конгрес, який збирається тричі на рік. Перший проходить у першу суботу березня (конгрес вважається статутним — змінює регламенти, приймає нових членів в UCI), другий — напередодні проведення чемпіонату світу (він перевіряє його готовність) і третій, календарний, в останню суботу листопада (затверджує календар міжнародних змагань на наступний рік).

## Історія
Міжнародний союз велосипедистів був заснований в 1900 році. Спочатку в нього входили представники Англії, США, Швейцарії, Франції, Бельгії, а трохи пізніше — Італії, Данії. UCI до свого 50-річчя об'єднував велофедерації 87 країн. Місцем перебування союзу спочатку був Париж, нині це Женева. Основна мова — французька.
Вищим органом Міжнародного союзу велосипедистів є конгрес, який збирається 2 рази на рік. Поточною діяльністю займається керівний комітет. У нього входить президент, віце-президент, генеральний секретар, скарбник. Комітет обирається строком на 4 роки. У своїй діяльності Союз більше уваги приділяє професійному спорту, бо від нього UCI отримує основні доходи. UCI реєструє та затверджує всі світові рекорди з велосипедного спорту на відкритих і закритих велодромах для любителів і професіоналів. 
До недавнього часу країни мали в Міжнародному союзі нерівну кількість голосів. Так, Англія, Франція і маленька Швейцарія - по 12 голосів, Італія - 10 голосів, СРСР, Польща - по 2 голоси, Румунія, Чехословаччина і багато інших держав мали право лише на 1 голос. Ця дискримінація стала результатом консервативності керівників Міжнародного союзу, що зосередили свою увагу на професійному спорті і прагнули не помічати популярності аматорського велосипедного спорту.
Навесні 1965 в Женеві була створена спеціальна комісія для розробки статуту любительської федерації (ФІАС). 
Затвердження цього статуту і вибори керівних органів нової федерації відбулися на надзвичайному конгресі під час чемпіонату світу в іспанському місті Сан-Себастьяні. У статуті ФІАС йдеться, зокрема, що вона у всій своїй діяльності керується принципами Олімпійської хартії, не допускає ніякої дискримінації за політичними, расовими чи релігійними мотивами, прагне до розширення контактів і зміцненню дружби між спортсменами. Хоча ФІАС входить в Міжнародний союз велосипедистів, вона суверенно управляє своїм конгресом. Керівний конгрес ФІАС обирається таємним голосуванням строком на 4 роки. Кожна федерація, приєдналася до ФІАС, має право тільки на 1 голос. 
Конгрес у Сан-Себастьяні вніс суттєві доповнення і до статуту UCI. Відтоді національні федерації учасники UCI мають наступну кількість голосів: засновники UCI — 3 голоси, федерації, що перебувають в UCI не менше 20 років — 2 голоси, інші по 1 голосу. Статут UCI як і раніше не є втіленням принципів рівноправності та демократії. Але все ж певний прогрес вже досягнуто.
На конгресі UCI 1977 році у Венесуелі було прийнято рішення про те, що в керівному комітеті UCI обов'язково мають бути представники всіх континентів. Це послужило хорошим стимулом розвитку велоспорту в таких регіонах, як Африка, Азія, Латинська Америка, Австралія та Океанія.
У 1968 конгрес UCI, що проходив у Мехіко, звернувся у МОК з проханням включити жіночий велоспорт у програму олімпійських ігор. Але пройшло 12 років, перш ніж МОК після такого ж прохання Московського конгресу UCI в 1980 прийняв відповідне рішення; воно відносилося тільки до змагань по шосе. У 1984 році на Іграх у Лос-Анджелесі жінки вперше взяли старт у груповій гонці на 50 км, а на Іграх 1988 вони змагалися в спринтерській гонці і в гонці переслідування.
Радянський Союз увійшов в UCI в 1952 році, Федерація велоспорту України набула членство у ?.